# Vignonet
Vignonet är en kommun i departementet Gironde i regionen Nouvelle-Aquitaine i sydvästra Frankrike. Kommunen ligger i kantonen Castillon-la-Bataille som tillhör arrondissementet Libourne. År 2022 hade Vignonet 483 invånare.

## Befolkningsutveckling
Antalet invånare i kommunen Vignonet
Referens:INSEE